# Дрізд світлогрудий
Дрізд світлогрудий (Turdus leucomelas) — вид горобцеподібних птахів родини дроздових (Turdidae).

## Опис
Тіло пташки сягає 23 см завдовжки. Живиться в основному фруктами, Але може ловити черв'яків, комах і ящірок.

## Розповсюдження
Мешкає на сході і півночі Південної Америки (Бразилія, Суринам, Гаяна)